# TERF

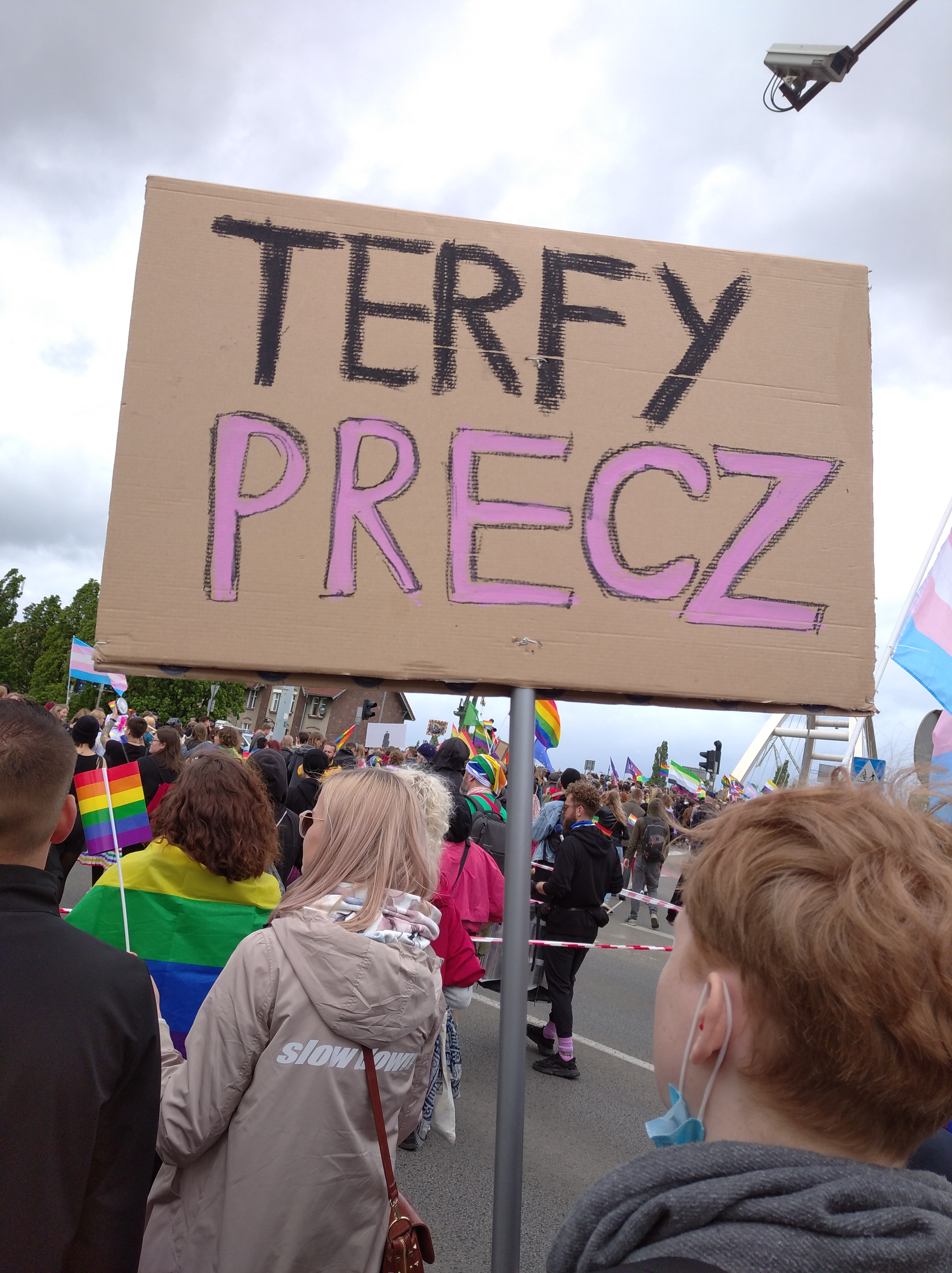
폴란드어: 터피 프리즈, 불이 켜졌다. 폴란드 그단스크의 2022년 평등 행진에서 반 TERF 플래카드에 쓰인 'terfs out'

TERF(터프, /ˈtɜːrf/)는 ‘트랜스젠더를 배제하는 급진적 여성주의자’(영어: Trans-Exclusionary Radical Feminist 트랜스 익스클루셔너리 래디컬 페미니스트[*])의 영어 두문자어이다. 젠더비판적 여성주의자(GCF)를 달리 부르는 이름이며 이들은 이‘터프’라는 용어를 멸칭이라고 주장한다.
2008년에 처음 기록되어 쓰일 때는 트랜스 여성이 여성임을 부정하거나 트랜스 여성을 여성전용공간에서 배제 또는 트랜스젠더의 권리에 관한 입법의 반대 등 트랜스젠더 증오로 여겨지는 정서를 지지하는 소수의 페미니스트들에게 쓰이던 용어였다. 현재는 급진적 여성주의와 관계가 없더라도 트랜스젠더를 증오하는 견해가 있는 사람을 지칭할 때 쓰인다.
반트랜스젠더 여성주의자들은 이 용어를 모욕이라 주장해 터프를 거부하고 스스로를 젠더 비판적인(영어: gender critical 젠더 크리티컬[*]) 여성주의자라고 자칭하며 스스로를 급진주의적이지 않고 그러한 용어가 비주류 여성의 이익을 해친다고 주장한다. 대표적 터프로 거론되는 윤김지영은 터프가 여성계 내에서 제4물결 페미니스트들을 향한 낙인이자 혐오발화로 사용되는 표현이라고 주장한다. 한편, 이들을 비판하는 여성주의자들 중에서는 터프라는 용어 자체에서, 터프가 배제하는 트랜스젠더에는 트랜스여성도 포함되며 결국 여성을 혐오하고 배제하면서 동시에 여성주의를 표방하는 건 모순이며 따라서 이들을 여성주의자로 명칭하는 것은 모순이라고 주장하기도 한다.

## 같이 보기
- 여성주의와 성전환
- SWERF